# جوسيب كاربونيل
جوسيب كاربونيل (بالإسبانية: Josep Carbonell)‏ هو عداء سريع إسباني، ولد في 27 يناير 1957 في سان فيلايو دي كودايناس في إسبانيا.

## وصلات خارجية
- جوسيب كاربونيل على موقع الاتحاد الدولي لألعاب القوى (الإنجليزية)